# Maximilian Csicserics von Bacsány
Maximilian Csicserics von Bacsány (chorvatsky Maksimilijan Čičerić, maďarsky Csicserics Miksa bacsányi) (3. března 1865 Arad – 8. listopadu 1948 Záhřeb) byl rakousko-uherský generál chorvatského původu. V c. k. armádě sloužil od roku 1884, byl štábním důstojníkem u různých jednotek, uplatnil se také jako pedagog. Za první světové války byl náčelníkem štábu 4. armády v Srbsku, poté velel armádním sborům na východní frontě a v Itálii. Díky znalosti ruštiny se uplatnil také v diplomacii a zastupoval Rakousko-Uhersko při uzavření Brestlitevského míru (1918). V roce 1918 dosáhl hodnosti generála pěchoty a byl účastníkem porážky rakousko-uherských vojsk v Itálii. Po rozpadu monarchie žil jako penzionovaný důstojník ve Vídni a později v Záhřebu, kde také zemřel.

## Životopis

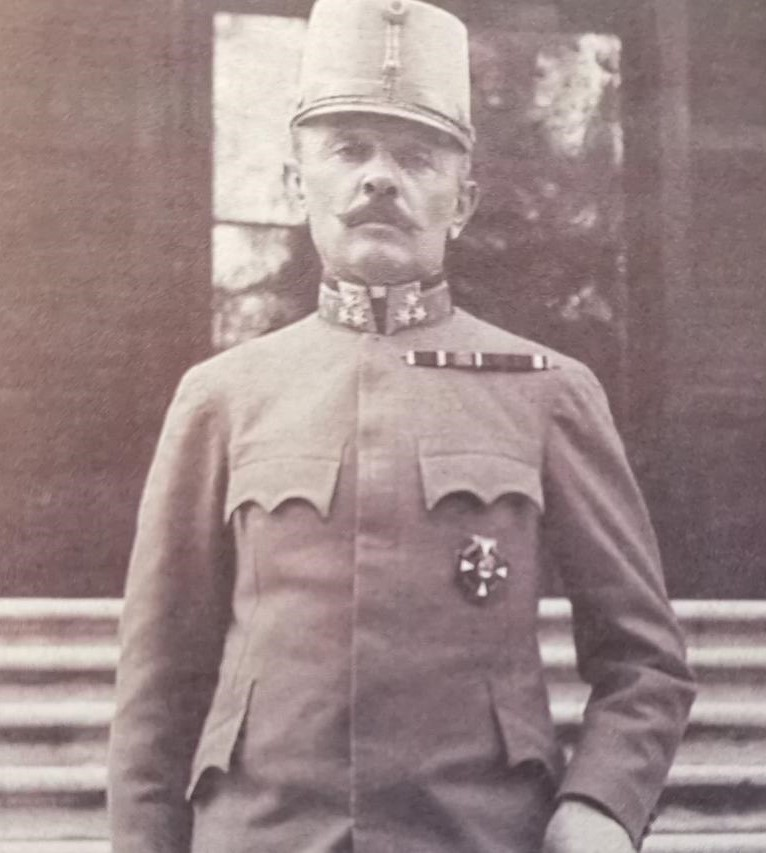
Maximilian Csicserics von Bacsány

Pocházel z Chorvatska, jeho rodina měla původ v oblasti Vojvodiny. Byl synem Ignáce Csicsericse (1828–1882), plukovníka uherské královské zeměbrany. První vojenskou průpravu získal na jezdecké kadetní škole v Hranicích, v letech 1881–1884 studoval na Tereziánské vojenské akademii ve Vídeňském Novém Městě. Do armády vstoupil v roce 1884 jako poručík k 38. pěšímu pluku, s nímž sloužil ve Vídni a Budapešti. V letech 1887–1889 si doplnil vzdělání na Válečné škole (K.u.k. Kriegsschule) ve Vídni a jako nadporučík (1889) byl zařazen do sboru důstojníků generálního štábu. Jako nižší štábní důstojník poté působil u 7. armádního sboru v Temešváru (1889–1892), v roce 1892 byl v hodnosti kapitána přeložen ke zpravodajské službě na generální štáb. Na rok odjel do Kazaně, aby se zdokonalil v ruštině, po návratu sloužil u 85. pěšího pluku v Levoči. V roce 1898 byl povýšen na majora a znovu působil u generálního štábu.
Po roce 1900 byl pedagogem na Válečné škole a v roce 1902 v hodnosti podplukovníka převzal velení roty u 46. pěšího pluku v Szegedu. Za rusko-japonské války byl vyslán do Mandžuska jako člen rakousko-uherské pozorovatelské mise (1904–1905). Po návratu získal hodnost plukovníka (1905) a stal se šéfem štábu 13. armádního sboru v Záhřebu (1905–1907). V letech 1907–1908 byl znovu přidělen ke generálnímu štábu a od roku 1908 byl šéfem štábu 11. armádního sboru ve Lvově. V roce 1911 byl povýšen na generálmajora a převzal velení 30. pěší brigády v Miskolci. V letech 1912–1914 byl ředitelem důstojnické školy ve Vídni a ve spolupráci s náčelníkem generálního štábu Franzem Conradem usiloval o modernizaci pevností a těžkého dělostřelectva na základě zkušeností, které získal v Rusku.

### První světová válka
Na začátku první světové války byl k datu 1. srpna 1914 jmenován náčelníkem štábu 4. armády generála Franka na srbské frontě. Po fiasku invaze do Srbska byl na podzim 1914 jmenován velitelem jednotek na Dunaji od Tullnu až po Prešpurk a k datu 1. listopadu 1914 byl povýšen do hodnosti polního podmaršála. V dubnu 1915 byl povolán na východní frontu, kde převzal velení 14. pěší divize, která spadala pod 8. armádní sbor. Se svou divizí bojoval ve východní Haliči, zúčastnil se úspěšné bitvy u Gorlice a pronikl až k Brodům. Po Brusilovově ofenzívě a rozkladu rakousko-uherských jednotek byl v červenci 1916 pověřen velením 13. armádního sboru, s nímž dále bojoval na východní frontě. V červnu 1917 byl převelen na italskou frontu a stal se velitelem 23. armádního sboru v rámci sočské armáda generálplukovníka Wurma. V prosinci 1917 byl díky své znalosti ruštiny jmenován rakousko-uherským delegátem na jednání o Brestlitevském míru. Po uzavření míru s Ruskem se vrátil do Itálie a znovu jako velitel 23. armádního sboru měl účast v bojích na Piavě. Mezitím byl k datu 1. února 1918 povýšen do hodnosti generála pěchoty. Na italské frontě setrval až do konečné porážky Rakouska-Uherska v bitvě u Vittorio Veneta (listopad 1918).
V armádě byl penzionován k datu 1. ledna 1919, po rozpadu monarchie žil nějakou dobu v Rumunsku na statcích rodiny své manželky, později bydlel ve Vídni a nakonec v roce 1942 přesídlil do Záhřebu, aby neztratil nárok na penzi přiznanou v Jugoslávii. V roce 1921 se oženil s Gabrielou Jagodićovou de Kernyécsa (1881–1967) ze staré chorvatské šlechtické rodiny. Posledních pět let života byl téměř slepý upoután na lůžko a odkázán na péči manželky. Zemřel v Záhřebu 18. listopadu 1948 ve věku 83 let. Oba manželé jsou pohřbeni na hřbitově Mirogoj v Záhřebu.

## Tituly a ocenění
Po nobilitaci svého otce (1877) užíval od dětství šlechtický titul Edler von. S hodností generála pěchoty obdržel v únoru 1918 titul c. k. tajného rady s nárokem na oslovení Excelence. Během vojenské služby získal řadu ocenění v Rakousku-Uhersku i v zahraničí.

### Rakousko-Uhersko
- Vojenská záslužná medaile (1897)
- Jubilejní pamětní medaile (1898)
- Vojenský záslužný kříž III. třídy (1902)
- Řád železné koruny III. třídy (1905)
- Vojenský jubilejní kříž (1908)
- rytířský kříž Leopoldova řádu (1909)
- Vojenský záslužný kříž II. třídy s válečnou dekorací (1915)
- Řád železné koruny II. třídy s válečnou dekorací (1916)
- Vyznamenání za zásluhy o Červený kříž s válečnou dekorací (1917)
- Řád železné koruny I. třídy s válečnou dekorací (1917)
- Leopoldův řád I. třídy s válečnou dekorací (1917)

### Zahraničí
- Řád svaté Anny III. třídy (1895, Rusko)
- Řád svaté Anny II. třídy (1906, Rusko)
- Pamětní medaile na rusko-japonskou válku 1904–1905 (1906, Rusko)
- Řád červené orlice II. třídy (1907, Německo)
- Železný kříž I. třídy (1916, Německo)
- Řád slávy (1918, Osmanská říše)
- Řád červené orlice I. třídy (1918, Německo)